# Chiesa di San Giovanni Battista (Lugo di Vicenza)
La chiesa di San Giovanni Battista è la parrocchiale di Lugo di Vicenza, in provincia di Vicenza e diocesi di Padova; fa parte del vicariato di Thiene.

## Storia
Il borgo di Lugo appare nell'elenco dei beni donati alle monache benedettine dal vescovo Burcardo nel 1034; la prima citazione che però attesta specificatamente l'esistenza della cappella di San Giovanni Battista è contenuta in un atto dell'antipapa Clemente III.
In un documento datato 1422 si legge che questa chiesa era dotata del camposanto, mentre il vescovo Nicolò Ormanetto, durante la visita pastorale del 1571, rilevò che dipendeva dalla pieve di Calvene; fu eretta a parrocchiale il 28 ottobre 1601 con decreto del vescovo di Padova Marco Corner.
L'edificio venne interessato da un restauro nell'Ottocento, ma già sul finire di quel secolo si rivelò insufficiente a soddisfare le esigenze dei fedeli, e, così, si decise di costruire una chiesa di maggiori dimensioni. La prima pietra della nuova parrocchiale, voluta da don Augusto Berengan, fu posta nel 1901; la struttura venne completata nel 1926, elevata ad arcipretale nel 1930 e consacrata nel 1936.
Si provvide a ristrutturare il tetto nel 1985 e nel 2011 la facciata venne restaurata.

## Descrizione

### Esterno

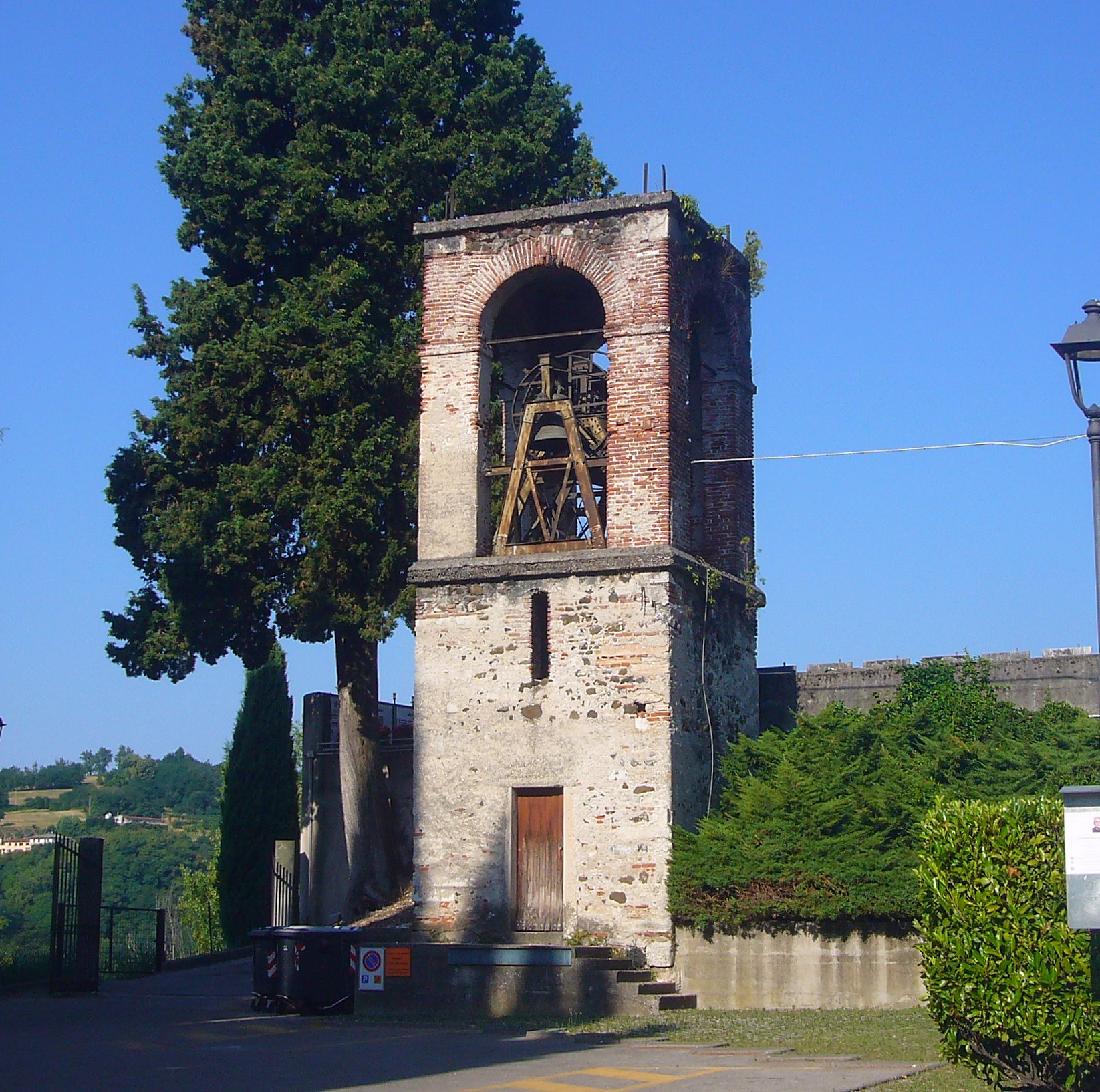
Il campaniletto

La facciata a salienti della chiesa, rivolta a levante e scandita da semicolonne e lesene, si compone di tre corpi: quello centrale, più alto e coronato dal timpano triangolare, presenta il portale d'ingresso, sormontato dal frontone, e un grande dipinto raffigurante il Battesimo del Giordano, mentre le due ali laterali sono caratterizzate dalle raffigurazioni di San Zaccaria e Sant'Elisabetta e concluse da semitimpani.
Ad alcuni metri dalla parrocchiale sorge il basso incastellamento nella cui cella sono alloggiate le campane.

### Interno
l'interno dell'edificio si compone di un'unica navata, sulla quale si affacciano le cappelle laterali introdotte da archi a tutto sesto e le cui pareti sono scandite da semicolonne corinzie sorreggenti la trabeazione modanata sopra la quale s'imposta la volta a botte; al termine dell'aula si sviluppa il presbiterio, rialzato di alcuni gradini e chiuso dalla parete di fondo piatta.
Qui sono conservate diverse opere di pregio, tra le quali il ciborio dell'altare della Deposizione, realizzato nel XVIII secolo da maestranze toscane, la tela con soggetto Sant'Agostino di Ippona, eseguita originariamente nel XVII secolo e poi rifatto nel Novecento da Gianni Redaelli, e il telero ritraente la Decapitazione di san Giovanni Battista, di scuola veneta.